# Phostria oconnori
Phostria oconnori là một loài bướm đêm trong họ Crambidae.